# Fritz Barthelmann
Fritz Barthelmann (* 17. Januar 1892 in Berlin; † 14. Januar 1962 ebenda) war ein deutscher Sportfunktionär.

## Leben
Der Berliner Stadtverordnete und gelernte Schablonenmacher Fritz Barthelmann war vor Machtantritt der Nationalsozialisten Leiter der Abteilung 44 der SPD und von 1919 bis 1924 Obmann der Berliner Naturfreunde-Ortsgruppe. Er war außerdem Gründer der „Märkischen Spielvereinigung“ und seit dem Jahre 1928 auch 1. Vorsitzender des „Kartells für Arbeitersport und Körperpflege“ in Berlin. Seit 1930 war Barthelmann Verwaltungsangestellter und im Wohlfahrtsamt im Bezirk Prenzlauer Berg tätig, jedoch erfolgte 1933 seine Entlassung nach dem „Gesetz zur Wiederherstellung des Berufsbeamtentums“. Er lebte zu dieser Zeit in der Skalitzer Straße in Berlin-Kreuzberg. Im Mai 1933 befand sich Barthelmann für kurze Zeit in Haft und wurde in das KZ Sonnenburg verschleppt. Nach der Entlassung stand Fritz Barthelmann zwei Jahre unter Polizeiaufsicht. Seine Beziehung zur linkssozialistischen Gruppe „Roter Stoßtrupp“, die sich hauptsächlich aus Mitgliedern der SPD und des Reichsbanners zusammensetzte, bleibt unklar. Nach seiner Entlassung trafen sich die Verfolgten nur noch privat z. B. zu Wanderungen oder Dampferfahrten. Die verurteilten „Stoßtrupp“-Anhänger Friedrich Schlüter und Franz Meyer sprachen gelegentlich mit Fritz Barthelmann, der sich jedoch infolge seiner Verhaftung sehr vorsichtig verhielt.
Trotz des Druckes des NS-Systems blieb er auch mit gleichgesinnten Sozialdemokraten in Kontakt. Er beteiligte sich am Geschäft seiner Frau, da er als politisch verfolgter Sozialdemokrat keine Arbeit fand. Der Laden des Ehepaares Barthelmann entwickelte sich zu einer Anlaufstelle für politisch und rassisch Verfolgte, denn hier erhielten diese heimlich Lebensmittel. Fritz Barthelmann billigte auch die politische Orientierung der Tochter Lore Barthelmann zur kommunistischen Jugend und ihre Kontaktaufnahme zur Widerstandsgruppe um Gerhard Sredzki. Außerdem wurde der Laden mehrmals für illegale Treffen genutzt und diente Gerhard Sredzki von Juni 1944 bis zum Februar 1945 als Versteck. Fritz gab hierzu ausdrücklich sein Einverständnis.
Ab 1942  soll Barthelmann in Hohenlychen bei Berlin französische Gefangene bewachen. Seine Frau übergab im jeweils Sonntags heimlich Lebensmittel für die Zwangsarbeiter und Kriegsgefangenen. Kurze Zeit vor der Befreiung durch die Rote Armee desertiert er und verhilft auch den Gefangenen zur Flucht.
Nach dem Zweiten Weltkrieg konstituierte sich im Februar 1947 ein Sportausschuss der Berliner Stadtverordnetenversammlung unter Vorsitz von Fritz Barthelmann. Er gehörte nach dem Zweiten Weltkrieg zu den Wiedergründern der SPD in Berlin-Pankow. Vom Mai 1945 bis zum September 1946 war er Bezirksstadtrat für Wirtschaft und stellvertretender Kreisvorsitzender der SPD gewesen. Nachdem auf der Urabstimmung zur Bildung der Einheitspartei im Bezirksamt in Pankow eine Ablehnung erfolgt war, verloren der 2. Bezirksbürgermeister Kurt Schmidt und Fritz Barthelmann auf Anweisung der SMAD ihre Ämter. Später wurde gegen sie durch die Sowjets auch ein Funktionsverbot ausgesprochen. Den Zulassungsversuchen der Naturfreunde stand Barthelmann offensichtlich mit Distanz gegenüber. Ebenso wie Fritz Wildung sprach er sich nämlich zu diesem Zeitpunkt für die Bildung von Großvereinen aus und mokierte sich über die sogenannten „Zwergvereine“, wie sie vor 1933 bestanden hatten. Barthelmann wurde ein gewichtiger Gegenspieler der SED-gelenkten Sportpolitik in Berlin.